# Christliches Verlagshaus
Das Christliche Verlagshaus (CVH) in Stuttgart war der Verlag der Evangelisch-methodistischen Kirche in Deutschland.

## Geschichte
Das Verlagshaus veröffentlichte Erzählungen und Romane unter anderem von Elisabeth Dreisbach, Berta Schmidt-Eller und Käthe Papke sowie Kinderbücher, außerdem wissenschaftliche Lehr- und Sachbücher sowie Forschungsarbeiten zur Geschichte und Theologie des deutschen und internationalen Methodismus. Ab den 1980er Jahren betrieb er ferner das Label RM Musik, das aus der Arbeit der EmK-Sendeanstalt Rundfunkmission heraus entstanden war. Zu den Künstlern und Musikproduzenten des Labels zählen Hans-Jürgen Hufeisen, David Plüss, Maria Obergfell, Jochen Rieger und Die Rinks. Im Imprint Edition Anker erschienen weitere Bücher des CVH.
Das Christliche Verlagshaus gehörte bis zu seiner Schließung neben weiteren einflussreichen christlichen Verlagen wie Brunnen Verlag und R. Brockhaus der Verlagskooperation ABC Team an.
Zum Jahresende 2005 stellten das Christliche Verlagshaus sowie die Anker Buch & Medien ihren Betrieb ein. Seine wissenschaftlichen Veröffentlichungen und Zeitschriften sowie die Methodistika wurden zum Jahreswechsel von Edition Ruprecht übernommen. Die Rechte an den populären Veröffentlichungen wie die Erzählungen von Elisabeth Dreisbach erwarb der Brunnen Verlag in Gießen.

## Diskografie
Unter dem Labelcode 07994 erschienen im Christlichen Verlagshaus bis Anfang der 2000er Jahre zunächst unter dem Label RM Musik und später Anker Musik zahlreiche Musikproduktionen christlicher Künstler wie Bettina Alms, Die Rinks, David Plüss, Jonathan Böttcher und dem Chor Con-Spirito unter der Leitung von Martin Falk.

### RM Musik
| Präfix | Präfix | Präfix | Präfix  | Nr. | Titel                                                                                            | Mitwirkende | Jahr      | Anmerkungen |
| LP | MC | MC     | CD      | Nr. | Titel                                                                                            | Mitwirkende | Jahr      | Anmerkungen |
| LP | EmK | RM     | CD      | Nr. | Titel                                                                                            | Mitwirkende | Jahr      | Anmerkungen |
| --- | --- | ------ | ------- | --- | ------------------------------------------------------------------------------------------------ | --- | --------- | --- |
| | | 96.3   |         | 02  | Gehübungen                                                                                       | Reflex | 198?      | Spezialnummerierung: „AK 23“ |
| | | 96.3   |         | 03  | Es gibt so viele Ziele Die Kaiserfinken singen Lieder aus dem Musical „Zündstoff“                | Kaiserfinken | 198?      | Spezialnummerierung: „AK 22“ |
| | |        |         |     |                                                                                                  | |           | |
| | 30.0 |        |         | 09  | Näher, mein Gott, zu dir Lieder aus der Väter Tagen                                              | Frieder Soberger* | 198?      | * Name bei Initialveröffentlichung: „Siegfried Soberger“ |
| [1] Wenn Friede mit Gott • [2] Ich blicke voll Beugung und Staunen • [3] Näher, mein Gott, zu dir • [4] Stern, auf den ich schaue • [5] Ich brauch dich allezeit • [6] Auf, denn die Nacht wird kommen • [7] Jesus, Heiland meiner Seele • [8] Ich weiß einen Srom • [9] Unterm Kreuz ist Friede • [10] Herr, bleib bei mir | 30.0 |        |         | 09  |                                                                                                  | Frieder Soberger* | 198?      | * Name bei Initialveröffentlichung: „Siegfried Soberger“ |
| | |        |         |     |                                                                                                  | |           | |
| | 30.0 |        |         | 11  | Meinem Gott gehört die Welt Eine Andacht – Musik – Lieder von und mit Pastor Gerhard Belz        | Gerhard Belz | 19??      | |
| | |        |         |     |                                                                                                  | |           | |
| | 30.0 |        |         | 19  | Mein Leben – mein Lied                                                                           | Maria Obergfell | 1980 1981 | |
| [1] Die Ampel steht auf rot • [2] Der Pharisäer • [3] Sicherheit • [4] In der Welt habt ihr Angst • [5] Zu dir, o Herr • [6] Gott ruft dich heut • [7] Weg, Wahrheit, Leben • [8] Wenn Jesus in dir wär • [9] Danke, Herr • [10] Jesus ist alles | 30.0 |        |         | 19  |                                                                                                  | Maria Obergfell | 1980 1981 | |
| | 30.0 |        |         | 20  | Der Himmel geht über allen auf                                                                   | Wolfgang Blech – Gitarre Detlef Matthies – Gitarre Wilfried Siemens – Querflöte Rolf Frühinsfeld – Cello Albrecht Gündel – Tasteninstrumente | 1981      | |
| | |        |         |     |                                                                                                  | |           | |
| | 30.0 | 96.3   |         | 29  | Wer pflanzte die Blumen ins grüne Feld? Ein Männerchor singt Lieder aus vergangenen Zeiten       | Männerchor | 198?      | |
| | |        |         |     |                                                                                                  | |           | |
| 92.3 | |        |         | 34  | Bamberger Barock-Ensemble Haydn, Mozart                                                          | Bamberger Barock-Ensemble | 198?      | |
| | 30.0 | 96.3   |         | 35  | Was wir brauchen, gibt uns Gott Tischlieder – Tischgebete                                        | ? | 198?      | |
| | |        |         |     |                                                                                                  | |           | |
| | 30.0 | 96.3   |         | 37  | Fundgrube                                                                                        | Stuttgarter Blechbläser | 198?      | |
| | |        |         |     |                                                                                                  | |           | |
| | 30.0 | 96.3   |         | 39  | Lieder aus der Väter Tagen                                                                       | Frieder Soberger* | 1983      | * Name bei Initialveröffentlichung: „Siegfried Soberger“ |
| [1] Kommt, stimmet alle jubelnd ein • [2] Ich weiß nicht, wann Christus, mein König, erscheint • [3] Nimm du mich ganz hin • [4] Beleb dein Werk, o Herr • [5] Auf Christen, stimmt ein Loblied an • [6] Es gibt eine Heimat im himmlischen Licht (Ich werde kein Fremdling dort sein) • [7] Bleibend ist deine Treu • [8] O Herr, du bist mein Heil und Licht • [9] Keiner wird zuschanden • [10] Sieh mich in Gnaden an [RM-Version 1983] • [11] Wir haben einen Felsen • [12] Ich sing von Jesu Kreuze • [13] Leise und inniglich mahnet der Heiland • [14] Fass meine Hand • [15] Der Herr ist gut (Der Herr ist gut, in dessen Dienst wir stehn) • [16] Tu doch die Arbeit [RM-Version 1983] • [17] Brüder, auf zu dem Werk | 30.0 | 96.3   |         | 39  |                                                                                                  | Frieder Soberger* | 1983      | * Name bei Initialveröffentlichung: „Siegfried Soberger“ |
| | |        |         |     |                                                                                                  | |           | |
| | 30.0 | 96.3   |         | 41  | Zuhören – entspannen – nachdenken                                                                | ? | 198?      | |
| | 30.0 | 96.3   |         | 42  | Blockflötenmusik und Meditationstexte                                                            | ? | 198?      | |
| | 30.0 | 96.3   |         | 43  | ... und trotzdem Freude                                                                          | ? | 198?      | |
| | 30.0 | 96.3   |         | 44  | Jugend singt und spielt                                                                          | Berliner Jugendchor | 198?      | |
| | |        |         |     |                                                                                                  | |           | |
| | 30.0 | 96.3   |         | 47  | Groß ist der Herr                                                                                | ? | 198?      | |
| | 30.0 | 96.3   |         | 48  | Johann Sebastian Bach                                                                            | ? | 198?      | |
| | 30.0 | 96.3   |         | 49  | Richard Steuart und die International Brass Virtuosi                                             | Richard Steuart International Brass Virtuosi                                                                                                 | 198?      | |
| | 30.0 | 96.3   |         | 50  | Folk vielstimmig                                                                                 | Krüger & Krüger | 198?      | |
| | 30.0 | 96.3   |         | 51  | Wir sind nicht alleine ...                                                                       | Junger Tübinger Chor | 198?      | |
| | 30.0 | 96.3   |         | 52  | Aus der Mitte leben                                                                              | ? | 198?      | |
| | 30.0 | 96.3   |         | 53  | Lieder zur Weihnachtszeit Zeitgemäß, fröhlich, geistlich                                         | ? | 198?      | |
| | 30.0 | 96.3   |         | 54  | Lobe den Herren ...                                                                              | ? | 198?      | |
| | 30.0 | 96.3   |         | 55  | Sich öffnen und empfangen                                                                        | ? | 198?      | |
| | 30.0 | 96.3   |         | 56  | Zwischen die Fronten                                                                             | Reflex | 198?      | |
| 92.3 | |        |         | 57  | Gospel Train Swingende Musik für Blechbläser                                                     | Wilfried Raschke | 198?      | |
| 92.3 | [1] Wade In The Water • [2] Lobt den Herrn • [3] Swing Low, Sweet Chariot • [4] The Angel Rolled The Stone Away • [5] Sinner Today • [6] When Israel Was In Egypt’s Land • [7] Steal Away • [8] Sometimes I Feel Like A Motherless Child • [9] Es mag sein, dass alles fällt • [10] The Gospel Train • [11] Where You There • [12] O Hear Me Prain’ • [13] March On • [14] Grace Before Meal • [15] Ist Gott für mich, so trete • [16] Little David, Play In Yo’ Harp • [17] Auf allen Wegen, die wir gehn                                                                                    |        |         | 57  |                                                                                                  | Wilfried Raschke | 198?      | |
| 92.3 | |        |         | 58  | Wer im Glashaus sitzt ...                                                                        | Prisma unter der Leitung von Armin Müller 1 Cae Gauntt 2 Eddie Gauntt 3 Joachim Georg (aus Prisma)                                           | 1987      | |
| 92.3 | [1] Lasst Gottes Licht leuchten1 • [2] Vor Hexen hab ich keine Angst (Cae Gauntt) • [3] Gott hat immer schon zu Menschen gesprochen (Cae & Eddie Gauntt) • [4] Lob dem Schöpfer1 • [5] Weine ruhig (Joachim Georg aus Prisma) • [6] Wir gehen aufeinander zu • [7] Wer im Glashaus sitzt3 • [8] Lasst uns wieder sein wie Kinder2 • [9] Wer kommt zu Gott?1 • [10] Jeder Mensch braucht eine Zuflucht (Joachim Georg aus Prisma) • [11] Im gleichen Boot1 • [12] Phantasie!2 |        |         | 58  |                                                                                                  | Prisma unter der Leitung von Armin Müller 1 Cae Gauntt 2 Eddie Gauntt 3 Joachim Georg (aus Prisma)                                           | 1987      | |
| 92.3 | |        |         | 59  | Wo ist Licht?                                                                                    | Epiphanias | 1987      | |
| 92.3 | [1] Ich bin frei • [2] Notsignale • [3] Wo ist Licht? • [4] Blinde Augen • [5] Was? • [6] Komm zu ihm • [7] Licht der Welt • [8] Deine Liebe weitergeben • [9] Er starb für dich • [10] Sing mit uns |        |         | 59  |                                                                                                  | Epiphanias | 1987      | |
| 92.3 | |        | 90.3    | 60  | Die Kinder                                                                                       | Birgit Kley | 198?      | |
| 92.3 | | 96.3   | 900.3   | 61  | Der Morgenstern Musik zur Advents- und Weihnachtszeit                                            | Hans-Jürgen Hufeisen (Flöte) David Plüss (Keyboards und Piano)                                                                               | 1987      | |
| 92.3 | [1] Tochter Zion (Tochter Zion, freue dich) • [2] Still, still • [3] Ich brach drei dürre Reiselein • [4] Maria durch ein Dornwald ging • [5] Es ist ein Ros entsprungen • [6] Hirtensinfonia von J. S. Bach • [7] Und die Hirten tanzten • [8] In dulci jubilo • [9] Gloria • [10] Weihnachtskonzert von Arcangelo Corelli 1 • [11] Kommet, ihr Hirten • [12] Es kommt ein Schiff, geladen • [13] Ich steh an deiner Krippen hier • [14] Vom Himmel hoch (Vom Himmel hoch, da komm ich her) • [15] Weihnachtskonzert von Arcangelo Corelli 2 • [16]Weihnachtskonzert von Arcangelo Corelli 3 | 96.3   | 900.3   | 61  |                                                                                                  | Hans-Jürgen Hufeisen (Flöte) David Plüss (Keyboards und Piano)                                                                               | 1987      | |
| 92.3 | |        |         | 62  | Herbert Gadsch spielt Bach und Weckmann*                                                         | Herbert Gadsch (Orgel) Soli Deo Gloria | 198?      | * Titel bei Erstveröffentlichung: „Herbert Gadsch spielt Bach, Weckmann“ |
| | | 96.3   |         | 63  | Spuren                                                                                           | JWB | 198?      | |
| 92.3 | |        | 90.3    | 64  | Durchbruch                                                                                       | Hans-Jürgen Hufeisen (Flöte) David Plüss (Keyboards und Piano)                                                                               | 1988      | |
| 92.3 | [1] O Haupt voll Blut und Wunden • [2] Befiehl du deine Wege • [3] Aus tiefer Not • [4] Herzliebster Jesu • [5] O große Lieb • [6] Christe, du Lamm Gottes • [7] Ruhet wohl • [8] Wir wollen alle fröhlich sein • [9] Auf, auf, mein Herz • [10] Christ ist erstanden • [11] Du meine Seele singe • [12] Jesu meine Freude • [13] Gelobt sei Gott • [14] Auf meinen lieben Gott |        | 90.3    | 64  |                                                                                                  | Hans-Jürgen Hufeisen (Flöte) David Plüss (Keyboards und Piano)                                                                               | 1988      | |
| | | 96.3   |         | 65  | Kommst du mit? – Er hat alle eingeladen! Lieder für Kinder von Gerhard Engelsberger              | Kinderchor Christusgemeinde Wiesloch unter der Leitung von Gerhard Engelsberger                                                              | 1988      | |
| [1] Viele kleine Schritte • [2] Lach dir Tränen ins Gesicht • [3] Er meint es gut mit uns • [4] Hör mal zu • [5] Jeder ist ein Original • [6] Bau am Haus, das Gemeinde heißt • [7] Engel • [8] Werde wieder wie ein Kind • [9] Kommst du mit? – Er hat alle eingeladen • [10] Halleluja (Psalm 48) • [11] Wir gehen aufrecht • [12] Wir gehören dazu | | 96.3   |         | 65  |                                                                                                  | Kinderchor Christusgemeinde Wiesloch unter der Leitung von Gerhard Engelsberger                                                              | 1988      | |
| | |        | 90.3    | 66  | Meisterwerke für Gitarre von Fernando Sor*                                                       | Georg Lawall (Gitarre) | 198?      | * Titel bei Erstveröffentlichung: „Meisterwerke für Gitarre“; In Koproduktion mit Label In-Akustik (inak), dort unter CD-Nr. 8811, erschienen.                                                        |
| | | 96.3   |         | 67  | Wenn die Engel heut kämen                                                                        | Kinderchor der Christusgemeinde Wiesloch unter der Leitung von Gerhard Engelsberger                                                          | 198?      | |
| 92.3 | |        |         | 68  | Lieder aus vergangenen Tagen                                                                     | Männerchor Frommern | 198?      | |
| 92.3 | | 96.3   | 90.3    | 69  | Jahreszeiten                                                                                     | David Plüss (Keyboards, Flügel und Cembalo)                                                                                                  | 1989      | In Koproduktion mit Schweizer Label Creation-Music, dort unter LP-Nr. 289, MC-Nr. 389, CD-Nr. 489, erschienen                                                                                         |
| 92.3 | [1] Ouverture • [2] Morgenrot • [3] Aufbruch • [4] Frühlingskonzert • [5] Kinderfest • [6] Sommer am Meer • [7] Promenade • [8] Herbstblätter • [9] Erinnerung 1 und 2 • [10] Tanz der Schneeflocken • [11] Winterstille • [12] Durchbruch • [13] Finale | 96.3   | 90.3    | 69  |                                                                                                  | David Plüss (Keyboards, Flügel und Cembalo)                                                                                                  | 1989      | In Koproduktion mit Schweizer Label Creation-Music, dort unter LP-Nr. 289, MC-Nr. 389, CD-Nr. 489, erschienen                                                                                         |
| 2.3 | | 6.3    | 0.3     | 70  | Ein neuer Klang Wilfried Mann singt Neue Geistliche Lieder von Johannes Jourdan und David Plüss* | Wilfried Mann | 1989      | * Untertitel bei Erstveröffentlichung: „Wilfried Manns singt Texte von Johannes Jourdan – Musik: David Plüss“; Wiederauflage 1997 unter veränderter Labelbezeichnung Anker Musik unter CD-Nr. 290.619 |
| 2.3 | [1] Jesus, du bist mein Lied (Ein neuer Klang) • [2] Was ist das für ein Mann? • [3] Kommet her zu mir alle • [4] Die er frei macht • [5] Erlösung für viele • [6] Auferstanden (Auferstanden ist der Herr) • [7] Jesus, Brot des Lebens • [8] Wir nehmen unser Kreuz auf uns • [9] Gottes Reich ist Wirklichkeit • [10] Vater, wir preisen dich | 6.3    | 0.3     | 70  |                                                                                                  | Wilfried Mann | 1989      | * Untertitel bei Erstveröffentlichung: „Wilfried Manns singt Texte von Johannes Jourdan – Musik: David Plüss“; Wiederauflage 1997 unter veränderter Labelbezeichnung Anker Musik unter CD-Nr. 290.619 |
| 2.3 | | 6.3    | 0.3     | 71  | Ohne zu zögern                                                                                   | Birgit Kley | 1989      | |
| 2.3 | [1] Du kommst leise • [2] Farbe bekennen • [3] Alle Tränen • [4] Weltkinder des Vergessen • [5] Keine Angst • [6] Wie die Lilien • [7] Träume • [8] Liebeslied • [9] Es fällt mir schwer • [10] Rosen wie Samt und Seide | 6.3    | 0.3     | 71  |                                                                                                  | Birgit Kley | 1989      | |
| 2.3 | |        |         | 72  | La Tromba                                                                                        | Richard Steuart | 1989      | |
| | |        |         |     |                                                                                                  | |           | |
| 2.3 | | 6.3    | (90)0.3 | 75  | ... und es ward Abend und Morgen                                                                 | Hans-Jürgen Hufeisen | 1990      | |
| 2.3 | [1] Der lieben Sonne Licht und Pracht • [2] Der Mond ist aufgegangen • [3] Hinunter ist der Sonnenschein • [4] Guter Mond • [5] Die Blümelein (Die Blümelein, sie schlafen) • [6] Nun ruhen alle Wälder • [7] Guten Abend, gute Nacht • [8] All Morgen ist ganz frisch und neu • [9] Die güldene Sonne • [10] Ich habe die Nacht geträumet • [11] Wach auf mein Herz und singe • [12] Allein Gott in der Höh sei Ehr • [13] Sonne der Gerechtigkeit | 6.3    | (90)0.3 | 75  |                                                                                                  | Hans-Jürgen Hufeisen | 1990      | |
| | | 63     |         | 76  | Ein neuer Tag Lobpreislieder                                                                     | David Plüss; Lothar Kosse; Florian Sitzmann; Helmut Jost; Eberhard Rink; Beate Ling; Ruthild Wilson; Kathi Arndt; Thomas Adam; Peter Schulte | 1990      | Kollaborationsveröffentlichung mit Cap-Music |
| | |        |         |     |                                                                                                  | |           | |
| | | 63     | 900.3   | 78  | Tasten – berühren                                                                                | David Plüss (Piano und Keyboards) | 1991      | |
| [1] Tasten und berühren • [2] Gavotte moderne • [3] Zauberhaft • [4] Percussionata • [5] Nachtgedanken • [6] Xylophon-nix • [7] Morning Has Broken • [8] Feine Fäden • [9] Kleine Ballerina • [10] Freundschaft • [11] Gebet • [12] Ausblick • [13] Jesus bleibt meine Freude | | 63     | 900.3   | 78  |                                                                                                  | David Plüss (Piano und Keyboards) | 1991      | |
| | |        |         |     |                                                                                                  | |           | |
| | | 63     |         | 81  | Marmelade, Milch und Müsli Lustige Lieder für kleine und große Leute                             | Daniel Kallauch Kinderchor Kunterbunt | 1991      | Kollaborationsveröffentlichung mit Cap-Music |
| | |        |         |     |                                                                                                  | |           | |
| | |        | 0.3     | 86  | Das Leben loben 1                                                                                | Con-Spirito unter der Leitung von Martin Falk                                                                                                | 1992      | |
| [1] Du meine Seele, singe • [2] Gott gab uns Atem • [3] Geh aus, mein Herz (Geh aus, mein Herz, und suche Freud) • [4] Wer nur den lieben Gott lässt walten • [5] Befiehl du deine Wege • [6] Großer Gott, wir loben • [7] In dir ist Freude • [8] Ich singe dir mit Herz • [9] O komm, du Geist (O komm, du Geist der Wahrheit) • [10] Nun bitten wir den Heiligen Geist • [11] Sonne der Gerechtigkeit • [12] Brich mit den Hungrigen (Brich dem Hungrigen dein Brot) • [13] Was mein Gott will • [14] Komm, Herr, segne uns | |        | 0.3     | 86  |                                                                                                  | Con-Spirito unter der Leitung von Martin Falk                                                                                                | 1992      | |
| | |        |         |     |                                                                                                  | |           | |
| | |        | 900.3   | 89  | Pianissimo                                                                                       | 1 Johannes Nitsch (Piano und Keyboards) 2 David Plüss (Piano und Keyboards)                                                                  | 1992      | Instrumentales Kollaborationsalbum von Johannes Nitsch und David Plüss; In Koproduktion mit Hänssler Music, dort unter CD-Nr. 99.560 / MC-Nr. 96.460, erschienen.                                     |
| [1] Korsika • [2] Bolero furioso1;2 • [3] Dreams • [4] Säbeltanz • [5] Happy Groove • [6] Harmony • [7] Tastentanz • [8] Petersburger Schlittenfahrt • [9] Brandenburgisches Konzert • [10] Jesus ist kommen • [11] Suchen und finden • [12] Unterwegs | |        | 900.3   | 89  |                                                                                                  | 1 Johannes Nitsch (Piano und Keyboards) 2 David Plüss (Piano und Keyboards)                                                                  | 1992      | Instrumentales Kollaborationsalbum von Johannes Nitsch und David Plüss; In Koproduktion mit Hänssler Music, dort unter CD-Nr. 99.560 / MC-Nr. 96.460, erschienen.                                     |
| | |        | 900.3   | 90  | Leisestärke                                                                                      | Jan Vering | 1992      | |
| [1] Draw Me Nearer Blessed Lord • [2] Kreuzzeichen • [3] Meeting At The Building • [4] Wandlungen • [5] My Lord What A Mornin' • [6] Oh What A Beautiful Morning • [7] I Don't Intend To Die In Egyptsland • [8] Wie komisch, dass man gleich so tot sein kann • [9] Unter all die Sterne • [10] I'm A Stranger Everywhere • [11] Nobody Knows You When You're Down And Out • [12] Pardon • [13] Amazing Grace • [14] Gnade für die Welt | |        | 900.3   | 90  |                                                                                                  | Jan Vering | 1992      | |
| | | 63     |         | 91  | Papa, du bist der Allerbeste!                                                                    | Daniel Kallauch Kaugummi-Kids | 1992      | Kollaborationsveröffentlichung mit Cap-Music |
| | |        | 900.3   | 92  | Das Leben loben 2                                                                                | Con-Spirito unter der Leitung von Martin Falk                                                                                                | 1993      | |
| [1] Wach auf, mein Herz, und singe • [2] Die güldne Sonne • [3] Lobet den Herren • [4] In dem Herren freuet euch • [5] Shalom Chaverim / Hevenu Shalom (Medley) • [6] Ohren gabst du mir • [7] O Herr, nimm unsre Schuld • [8] Herr, unser Herrscher • [9] Das ist ein köstlich Ding • [10] Schönster Herr Jesu • [11] Nun ruhen alle Wälder • [12] Bleib bei uns, Herr | |        | 900.3   | 92  |                                                                                                  | Con-Spirito unter der Leitung von Martin Falk                                                                                                | 1993      | |
| | |        | 900.3   | 93  | Das Leben loben 3                                                                                | Con-Spirito unter der Leitung von Martin Falk                                                                                                | 1993      | |
| [1] Macht hoch die Tür • [2] O komm, du Morgenstern • [3] Tochter Zion • [4] Es kommt ein Schiff, geladen • [5] Gloria • [6] Weil Gott in tiefster Nacht erschienen • [7] Wie schön leuchtet der Morgenstern • [8] Die Nacht ist vorgedrungen • [9] Fröhlich soll mein Herze springen • [10] Zu Bethlehem geboren • [11] Herbei, o ihr Gläubgen • [12] O Bethlehem, du kleine Stadt • [13] Nun singet und seid froh | |        | 900.3   | 93  |                                                                                                  | Con-Spirito unter der Leitung von Martin Falk                                                                                                | 1993      | |
| | |        | 900.3   | 94  | Ninive 4 Gott loben im neuen Sound                                                               | Ninive unter der Leitung von Armin Müller | 1993      | |
| [1] Einer hat uns angesteckt • [2] Durch das Dunkel • [3] Die ganze Welt • [4] Herr, segne uns • [5] Herr, ich seh die Himmel • [6] Das Zeichen • [7] Lord Of Dance • [8] Du bist meine Zuflucht • [9] Segenslied • [10] Gott gab uns Atem • [11] Das ist ein köstlich Ding • [12] Die Sache mit Gott • [13] Sei unser Gott • [14] Gott ruft uns Menschen • [15] Nun segne und behüte uns • [16] Lobt mit uns • [17] Gehe ein in deinen Frieden | |        | 900.3   | 94  |                                                                                                  | Ninive unter der Leitung von Armin Müller | 1993      | |
| | |        | 900.3   | 95  | Ich will dir danken                                                                              | Niederrheinische Kantorei unter der Leitung von Paul Ernst Ruppel (Sprecher)                                                                 | 1993      | |
| [1] Mit Gott • [2] Wir wolln uns gerne • [3] Ich will dir danken • [4] Ihr werdet die Kraft • [5] Gott sprach das erste • [6] Ist etwas • [7] Singen kann ich • [8] Drei Volkskanons • [9] Alles, was Odem hat • [10] Kommet her • [11] Salz der Erde • [12] Ich hebe meine Augen • [13] Ich werfe meine Fragen • [14] Crucifixion • [15] In deine Hände • [16] Gott, gib Frieden | |        | 900.3   | 95  |                                                                                                  | Niederrheinische Kantorei unter der Leitung von Paul Ernst Ruppel (Sprecher)                                                                 | 1993      | |

| Präfix | Präfix | Präfix | Präfix | Nr. | Titel                                                                               | Mitwirkende                                          | Jahr | Anmerkungen |
| LP | MC     | MC     | CD     | Nr. | Titel                                                                               | Mitwirkende                                          | Jahr | Anmerkungen |
| LP | EmK    | RM     | CD     | Nr. | Titel                                                                               | Mitwirkende                                          | Jahr | Anmerkungen |
| --- | ------ | ------ | ------ | --- | ----------------------------------------------------------------------------------- | ---------------------------------------------------- | ---- | ----------- |
| | 60.0   | 96.6   |        | 18  | Gottes Wort hat Tragkraft                                                           | ?                                                    | 198? |             |
| |        |        |        |     |                                                                                     |                                                      |      |             |
| | 60.0   |        |        | 25  | Es wird nicht immer dunkel bleiben Texte für Trauernde von und mit Helmut Gotthardt | Helmut Gotthardt Instrumentalmusik von Jochen Rieger | 1985 |             |
| Der Herr ist mein Hirte • Warum? • War das wirklich eine gute Absicht Gottes? • Ich muss „Ja-Sagen“ lernen Es gibt verschiedene „Tröster“ • Ich will an meinen eigenen Abschied denken • Wo sind die Toten? | 60.0   |        |        | 25  |                                                                                     | Helmut Gotthardt Instrumentalmusik von Jochen Rieger | 1985 |             |
| | 60.0   | 96.6   |        | 26  | Lieder zur Weihnacht                                                                | ?                                                    | 198? |             |

### Anker Musik
| Präfix | Präfix | Nr. | Titel | Mitwirkende | Jahr     | Anmerkungen |
| CD     | MC | Nr. | Titel | Mitwirkende | Jahr     | Anmerkungen |
| ------ | --- | --- | --- | --- | -------- | --- |
| 290    | 296 | 600 | Stille Momente | David Plüss (Keyboards und Piano)                                                                                                | 1994     | |
| 290    | 296 | 600 | [1] Opening • [2] Rondo pianissimo • [3] One Moment In Time • [4] Herbst in Paris • [5] Happiness • [6] Tag und Traum • [7] Kanon • [8] Song For God • [9] Freudentanz • [10] Finisterre • [11] Zu Hause • [12] Little Ragtime • [13] Stille Momente • [14] Abschied | David Plüss (Keyboards und Piano)                                                                                                | 1994     | |
| 290    | | 601 | Romantische Musik | Thomas Haug (Violine) Wolfgang Hess (Klavier)                                                                                    | 1994     | |
| 290    | Sonate A-Dur für Violine und Klavier (FWV 8) von César Franck • Sonate g-Moll für Klavier und Violine (op. 23) von Louis Vierne | 601 | | Thomas Haug (Violine) Wolfgang Hess (Klavier)                                                                                    | 1994     | |
| 290    | 296 | 602 | Das Leben loben 4 Lieder der Hoffnung Moderne Lieder aus dem neuen Evangelischen Gesangbuch | Con-Spirito unter der Leitung von Martin Falk                                                                                    | 1994     | |
| 290    | 296 | 602 | Singet dem Herrn • Solang es Menschen gibt • Herr, deine Güte • Von Gott will ich nicht lassen • Auf meinen lieben Gott • Christus, das Licht der Welt • Herzlich lieb hab ich dich • Ich freu mich in dem Herren • Jesu, geh voran • So nimm denn meine Hände • Ich möcht, dass einer mit mir geht • Bewahre uns, Gott                                                                              | Con-Spirito unter der Leitung von Martin Falk                                                                                    | 1994     | |
| 290    | 296 | 603 | In allen Farben Tastenspiele und Flötenlieder von und mit David Plüss und Hans-Jürgen Hufeisen | David Plüss (Keyboards und Piano) Hans-Jürgen Hufeisen (Flöte)                                                                   | 1994     | |
| 290    | 296 | 603 | ? | David Plüss (Keyboards und Piano) Hans-Jürgen Hufeisen (Flöte)                                                                   | 1994     | |
| 290    | 296 | 604 | Tanz der Flöte | Bettina Alms* (Blockflöte) | 1995     | * Name bei Erstveröffentlichung: „Bettina Kahl“; Vertrieb durch Gerth Medien unter CD-Nr. 93.9057 |
| 290    | 296 | 604 | [1] Morgenwalzer • [2] Le basque • [3] Das Lied vom Traum • [4] Tanz der Flöte • [5] El Shaddai • [6] Einzug der Königin von Sheba aus dem Oratorium Solomon (HWV 67) von Georg Friedrich Händel • [7] Tanz der Tiere • [8] Rodrigo Suite von Georg Friedrich Händel: Sarabande / [9] Bourrêe / [10] Menuett / [11] Matelot / 12 Rigaudon • [13] Lied der Sehnsucht • [14] Liebesleid • [15] Czardas | Bettina Alms* (Blockflöte) | 1995     | * Name bei Erstveröffentlichung: „Bettina Kahl“; Vertrieb durch Gerth Medien unter CD-Nr. 93.9057 |
| 290    | | 605 | Zeitlos | ? | 1994     | |
| 290    | [1] Beautiful Dream • [2] Hava nagila • [3] Friends • [4] Tanz von Mutenien • [5] Give Thanks • [6] Go Tell It On The Mountain • [7] Tiefes Leid • [8] Danza, danza • [9] Highland Cathedral • [10] Those Were The Days • [11] Wunderbare Rose • [12] Abendlied | 605 | | ? | 1994     | |
| 290    | 296 | 606 | Tides | Silence | 1995     | |
| 290    | 296 | 606 | [1] I Need You • [2] Bird • [3] Promise Of The Moon • [7] To Be Forgiven • [8] Summerrain • [9] Stronger Than • [10] Broken • [11] Alone • [12] Times Are Changing • [13] Sometimes • [14] Rainwalk | Silence | 1995     | |
| 290    | | 607 | There’s A Man ... | Harmonic Brass | 1995     | |
| 290    | Kraken • Roaring Twenties • The Girl With The Flaxen Hair • Le petit nègre • The Entertainer • Ragtime Dance • Old Time Religion • There’s A Man • When Israel ... • Miss Trombone • Mississippi Rag • Preludes Nos. 1–3 • Posh Duet 1 • Sixteen tons • Long Long Way To Go • Zugabe | 607 | | Harmonic Brass | 1995     | |
| 290    | | 608 | Scheine, guter Mond, scheine | Die Rinks & Freunde | 1996     | Musikalbum zum Kinderbuch Geschichten an der Bettkante von Albrecht Gralle, erschienen unter Nr. 297.185, ISBN 3-7675-7185-4. Spätere Wiederauflage durch Deutsche Grammophon (CD-Nr. 453 951-2), 2007 CD-Veröffentlichung inklusive Bonustrack Der Mond ist aufgegangen bei Gerth Medien unter CD-Nr. 939.905 sowie als MP3-Download unter Nr. DL939905 |
| 290    | [1] Der Glühwurm Julius • [2] Geht der gute Mond auf seine Reise • [3] Scheine, guter Mond, scheine • [4] Komm nochmal auf meinen Schoß • [5] Ich habe keine Angst mehr (Ich habe keine Angst) • [6] Nur im Traum • [7] Regen und Honig • [8] Guten Abend, gut Nacht • [9] Manchmal wünsch ich mir ein Zimmer • [10] Bonsoir • [11] Riesenschaukel • [12] So ein Tag • [13] Plitsch, platsch (Plitsch-platsch) • [14] Abendsegen • [15] Schlaf gut, kleiner Fuß | 608 | | Die Rinks & Freunde | 1996     | Musikalbum zum Kinderbuch Geschichten an der Bettkante von Albrecht Gralle, erschienen unter Nr. 297.185, ISBN 3-7675-7185-4. Spätere Wiederauflage durch Deutsche Grammophon (CD-Nr. 453 951-2), 2007 CD-Veröffentlichung inklusive Bonustrack Der Mond ist aufgegangen bei Gerth Medien unter CD-Nr. 939.905 sowie als MP3-Download unter Nr. DL939905 |
| 290    | | 609 | Wo ihr teilt, ist Gottes Haus Songs for the poor Charles Wesley | Con-Spirito unter der Leitung von Martin Falk (?)                                                                                | 1995     | |
| 290    | [1] Heilig bist du, Gott, und treu • [2] Hilf uns einander helfen, Herr • [3] Als Freund der Armen • [4] Wer würde heute noch verkaufen • [5] Sag ich den Armen, Herr, dein Wort • [6] Herr, weil du weißt • [7] Du willst nichts, was unmöglich ist • [8] Wenige, Herr, sind es nur • [9] Die Schrift sagt: Ihr vom Haus • [10] Was Paulus tat • [11] Die Gabe, die vom Himmel ist | 609 | | Con-Spirito unter der Leitung von Martin Falk (?)                                                                                | 1995     | |
| 290    | | 610 | Quiet Please! | Tritonuts | 1995     | |
| 290    | Medley: Nobody Knows The Trouble I’ve Seen / A Quiet Place / It’s Me, Oh Lord • Sometimes I feel Like A Motherless Child • Just A Couldn’t Be Contented • Swing Low, Sweet Chariot • If We Ever Aneeded The Lord Before • Lasst uns Brot brechen • Ich lobe meinen Gott • Gott, dein guter Segen • Gott gab uns Atem • Auf einem Baum ein Kuckuck sass • Somewhere Over The Rainbow • And I Love Her • Honeypie • La, le, lu | 610 | | Tritonuts | 1995     | |
| 290    | | 611 | Ninive 5 Auf Gottes Spuren | Ninive unter der Leitung von Arnd Schuler                                                                                        | 1996     | |
| 290    | [1] Singet dem Herrn • [2] Du bist Gott • [3] Gott schuf die hellen, klaren Wasser • [4] Die Erde ist des Herrn • [5] Plenty Good Room • [6] Akanamandla, Siph’ amandla • [7] I Wanna Be Closer • [8] Wir haben Gottes Spuren festgestellt • [9] Vertrauen • [10] Eingeladen zum Fest des Glaubens • [11] Wir woll’n uns gerne wagen • [12] Unter uns • [13] Das Lied von der verborgenen Stadt • [14] Als ich hungrig war • [15] Was du getan hast einem anderen • [16] Du und ich • [17] Komm, heiliger Geist • [18] Du bist heilig • [19] Lobt den Herrn | 611 | | Ninive unter der Leitung von Arnd Schuler                                                                                        | 1996     | |
| 290    | | 612 | Pianissimo 2 – Taste To Taste | 1 Johannes Nitsch (Piano und Keyboards) 2 David Plüss (Piano und Keyboards)                                                      | 1996     | Instrumentales Kollaborationsalbum von Johannes Nitsch und David Plüss |
| 290    | [1] Blue Rhapsody • [2] City Lights • [3] Boogie For Nicki2 • [4] Good Morning • [5] Sunny Day In November • [6] Wild Horses2 • [7] You And Me • [8] Taste To Taste • [9] A Classical Touch • [10] My Dream • [11] Solfeggietto • [12] Italian Polka | 612 | | 1 Johannes Nitsch (Piano und Keyboards) 2 David Plüss (Piano und Keyboards)                                                      | 1996     | Instrumentales Kollaborationsalbum von Johannes Nitsch und David Plüss |
| 290    | | 613 | The Color Of Brass | Harmonic Brass | 1996     | |
| 290    | Fanfare von Georg Philipp Telemann • Suite in D-Dur von Georg Friedrich Händel • Herr, Gott dich loben wir • Vier spanische Renaissance-Villancicos • Mein schönste Zier • Canzona II von Samuel Scheidt • Auf meinen lieben Gott • Adagio von T. Albinoni • Humoresque von Antonín Dvořák • O Happy Day • Down By The Riverside • Somebody’s Knocking • Turkey Trot • Life • Green Dolphin Street • The Girl From Ipanema • Funky Walking • Schaut’s man niat o • Ade, zur guten Nacht | 613 | | Harmonic Brass | 1996     | |
| 290    | | 614 | Pantasia | Trio Pantastisch | 1996     | |
| 290    | [1] I Think Of You • [2] Taquineries • [3] The Rose • [4] Father And Son • [5] Hershel • [6] Falling Asleep • [7] Wie schön leuchtet der Morgenstern • [8] Nature Boy • [9] Le cygne • [10] Tanz der Irrlichter • [11] Waiting For Her • [12] Irish Dance • [13] Waldspaziergang | 614 | | Trio Pantastisch | 1996     | |
| 290    | | 615 | Flying Mallets | Helmut Kandert (Marimbaphon, Drums und Percussion) Christine Kander (Marimbaphon, Piano und Keyboards)                           | 1996     | Instrumentales Kollaborationsalbum von Helmut Kandert und Ehefrau Christine Kandert |
| 290    | [1] Rócatánc • [2] Papillon • [3] Barcarolle • [4] Badinierie • [5] Invention Nr. 8 in F-Dur • [6] Sehnsucht • [7] Viridiana • [8] Sonate in F-Dur • [9] Nordisch • [10] Blues • [11] Invention Nr. 13 in a-Moll • [12] Nadjas Tanz • [13] Abschied • [14] Befiehl du deine Wege | 615 | | Helmut Kandert (Marimbaphon, Drums und Percussion) Christine Kander (Marimbaphon, Piano und Keyboards)                           | 1996     | Instrumentales Kollaborationsalbum von Helmut Kandert und Ehefrau Christine Kandert |
| 290    | | 616 | Jetzt und hier | Jonathan Böttcher | 1996     | |
| 290    | [1] Jetzt und hier • [2] Nimm mich • [3] Sometimes • [4] Der Garten • [5] Wenn du selber in dir bleibst • [6] Schritte auf dem Weg • [7] Gott hört dein Gebet • [8] Ohne Liebe • [9] Fremdling, du • [10] Danke, dass du da bist • [11] Verborgen | 616 | | Jonathan Böttcher | 1996     | |
|        | |     | | |          | |
| 290    | | 618 | Einfach spitze Kunterbunte Kinderhits | Various | 1997     | |
| 290    | [1] Halli, hallo • [2] Ein schöner Tag • [3] Kleine Schwester • [4] Willst du mit mir spielen • [5] Es gibt so viele Fragen • [6] Nicht vergessen • [7] Das neue Mutmachlied • [8] Volltreffer • [9] Kleines wird groß • [10] Ja, ich lieb dich • [11] Schmi-Schma-Schmetterling • [12] Singen, tanzen, lachen • [13] Ferienzeit, Zeit der Abenteuer • [14] Träume heut nacht | 618 | | Various | 1997     | |
| 290    | | 619 | Jesus, du bist mein Lied Ein neuer Klang Wilfried Mann singt Lieder von Johannes Jourdan – Musik: David Plüss | Wilfried Mann | 1989     | Wiederauflage 1997 der LP-Nr. 2.370 Ein neuer Klang aus vorangegangenem Label RM Musik |
| 290    | | 620 | Schau, da kommt der Sandmann | Die Rinks & Freunde | 1997     | Musikalbum zum Kinderbuch Die lustige Lesenacht von Albrecht Gralle, erschienen unter Nr. 297.177, ISBN 3-7675-7177-3. |
| 290    | [1] Und ich wachse wie ein Baum • [2] Schieneneisenbahngesang • [3] Gottes bunter Zoo • [4] Nasse Küsse von Tante Frieda • [5] Heut war mein Geburtstag • [6] Mein kleines Kind • [7] Jesus kann nicht schlafen • [8] Schau, da kommt der Sandmann • [9] Kinder können schnell verzeihn • [10] Meine Batterie ist leer • [11] Du und ich • [12] In de manenschijn • [13] Betthupferl • [14] Die Blümelein, sie schlafen | 620 | | Die Rinks & Freunde | 1997     | Musikalbum zum Kinderbuch Die lustige Lesenacht von Albrecht Gralle, erschienen unter Nr. 297.177, ISBN 3-7675-7177-3. |
|        | |     | | |          | |
| 290    | | 622 | Sing mit! Weihnachtslieder aus aller Welt • Volume 1* | Rasselbande Klein-Winternheim** unter der Leitung von Hans-Joachim Schöne                                                        | 1997     | Kinderchorausgabe, parallel Instrumentalausgabe unter Titel Die Hirtenflöte (CD-Nr. 290.623) erschienen; In Kooperation mit Schweizer Musiklabel Adonia, dort unter CD-Nr. E 1044, erschienen; * Untertitel bei Erstveröffentlichung ohne Nummernfolge; ** Bezeichnung bei Erstveröffentlichung: „Adonia-Studiochor Mainz“                               |
| 290    | [1] Guten Abend, schön’ Abend • [2] We Wish You A Merry Christmas • [3] In dieser Nacht • [4] Singet fröhlich allezeit • [5] Hört die Engel, wie sie singen • [6] Als ich bei meinen Schafen wacht • [7] Es wird schon gleich dunkel • [8] Bajuschki baju • [9] The Little Drummer Boy • [10] It’s A Birthday • [11] Stern-Kind, Erd-Kind • [12] Fröhliche Weihnacht überall | 622 | | Rasselbande Klein-Winternheim** unter der Leitung von Hans-Joachim Schöne                                                        | 1997     | Kinderchorausgabe, parallel Instrumentalausgabe unter Titel Die Hirtenflöte (CD-Nr. 290.623) erschienen; In Kooperation mit Schweizer Musiklabel Adonia, dort unter CD-Nr. E 1044, erschienen; * Untertitel bei Erstveröffentlichung ohne Nummernfolge; ** Bezeichnung bei Erstveröffentlichung: „Adonia-Studiochor Mainz“                               |
| 290    | | 623 | Die Hirtenflöte Weihnachtsmelodien mit Flöten und Orchester • Volume 1* | David Plüss (Konzept) 1 Bettina Alms (Blockflöte) 2 Marcel Schweizer (Panflöte) David Plüss (Keyboards und Flügel)               | 1997     | Instrumentalausgabe, parallel Kinderchorausgabe unter Titel Sing mit! – Weihnachtslieder aus aller Welt, Volume 1 (CD-Nr. 290.622) erschienen In Kooperation mit Schweizer Musiklabel Adonia, dort unter CD-Nr. E 1045, erschienen; * Untertitel bei Erstveröffentlichung ohne Nummernfolge                                                              |
| 290    | [1] Guten Abend, schön’ Abend [Instrumentalversion] • [2] We Wish You A Merry Christmas [Instrumentalversion] • [3] In dieser Nacht [Instrumentalversion] • [4] Singet fröhlich allezeit [Instrumentalversion] • [5] Hört die Engel, wie sie singen [Instrumentalversion] • [6] Als ich bei meinen Schafen wacht [Instrumentalversion] • [7] Es wird schon gleich dunkel [Instrumentalversion] • [8] Bajuschki baju [Instrumentalversion] • [9] The Little Drummer Boy [Instrumentalversion] • [10] It’s A Birthday [Instrumentalversion] • [11] Stern-Kind, Erd-Kind [Instrumentalversion] • [12] Fröhliche Weihnacht überall [Instrumentalversion] | 623 | | David Plüss (Konzept) 1 Bettina Alms (Blockflöte) 2 Marcel Schweizer (Panflöte) David Plüss (Keyboards und Flügel)               | 1997     | Instrumentalausgabe, parallel Kinderchorausgabe unter Titel Sing mit! – Weihnachtslieder aus aller Welt, Volume 1 (CD-Nr. 290.622) erschienen In Kooperation mit Schweizer Musiklabel Adonia, dort unter CD-Nr. E 1045, erschienen; * Untertitel bei Erstveröffentlichung ohne Nummernfolge                                                              |
|        | |     | | |          | |
| 290    | | 626 | Piano Colors Music composed by David Plüss | David Plüss (Keyboards und Piano)                                                                                                | 1998 (?) | |
| 290    | [1] Sunrise • [2] Opening • [3] Gavotte moderne • [4] Dream Song • [5] A Sense Of Touch • [6] My Dream • [7] Happiness • [8] Dance Of The Snowflakes • [9] At Home • [9] Memories • [10] Finisterre • [11] View • [12] Day And Dream • [13] Quiet Moments • [14] Prayer • [15] The Stillness Of Winter | 626 | | David Plüss (Keyboards und Piano)                                                                                                | 1998 (?) | |
|        | |     | | |          | |
| 290    | | 633 | Singet fröhlich 1 Feiern! – Frisch, festlich, farbig | Con-Spirito unter der Leitung von Martin Falk Adonia-Studiokinderchor Deutschland* unter der Leitung von Hans-Joachim Schöne (?) | 1999 (?) | * Bezeichnung bei Erstveröffentlichung: „Adonia-Kinderchor (Mainz)“ |
| 290    | ? | 633 | | Con-Spirito unter der Leitung von Martin Falk Adonia-Studiokinderchor Deutschland* unter der Leitung von Hans-Joachim Schöne (?) | 1999 (?) | * Bezeichnung bei Erstveröffentlichung: „Adonia-Kinderchor (Mainz)“ |
| 290    | | 634 | So wird die Welt zum Gotteshaus Bibel-Kinderlieder von David Plüss* | David Plüss Adonia-Studiokinderchor Deutschland** unter der Leitung von Hans-Joachim Schöne                                      | 1999 (?) | * Untertitel bei Erstveröffentlichung: „Bibel-Kinder-Lieder – Musik: David Plüss“; ** Bezeichnung bei Erstveröffentlichung: „Adonia-Studiochor (Mainz)“ |
| 290    | [1] Als Gott die Erde machte • [2] Am ersten Tag • [3] Kain und Abel • [4] Was schwimmt denn da • [5] Als Jesus auf die Erde kam • [6] Als Jesus in das Ausland flieht • [7] Wenn einer nichts mehr sieht • [8] Die kleine Daniela • [9] Als Jesus die Kinder sieht • [10] Als Jesus in die Wüste ging • [11] Emmaus, ein kleiner Ort • [12] Ihr feiert euren Gottesdienst | 634 | | David Plüss Adonia-Studiokinderchor Deutschland** unter der Leitung von Hans-Joachim Schöne                                      | 1999 (?) | * Untertitel bei Erstveröffentlichung: „Bibel-Kinder-Lieder – Musik: David Plüss“; ** Bezeichnung bei Erstveröffentlichung: „Adonia-Studiochor (Mainz)“ |
|        | |     | | |          | |
| 290    | | 636 | Samuel Sebastian Wesley Ein Portrait | Human Voices Kammerchor Chur Theophil Handschin (Leitung)                                                                        | 1999     | |
| 290    | Wash Me Throughly From My Wickedness • Ascribe Unto The Lord • Thou Wilt Keep Him • The Church’s One Foundation • The Wilderness • Lead Me, Lord | 636 | | Human Voices Kammerchor Chur Theophil Handschin (Leitung)                                                                        | 1999     | |
| 290    | | 637 | Da berühren sich Himmel und Erde Lieder für junge Chöre | Ninive unter der Leitung von Arnd Schuler                                                                                        | 1999     | |
| 290    | [1] Zwei oder drei • [2] Herr Jesus, öffne uns die Ohren • [3] Geh mit uns auf diesem Weg • [4] Ohren gabst du mir • [5] In der Mitte der Nacht • [6] Gott lässt seine Liebe blühen für uns • [7] Da berühren sich Himmel und Erde • [8] Heilig, heilig • [9] He’s Gonna Teach • [10] House Of Truth • [11] Maria • [12] Sternkind • [13] Gott gibt ein Fest • [14] Credo • [15] Einer ist unser Leben • [16] Reaching Out • [17] Gott, singe mich • [18] Wir bitten, Herr, um deinen Geist • [19] Komm, lass diese Nacht nicht enden • [20] Friede kehrt nun ein | 637 | | Ninive unter der Leitung von Arnd Schuler                                                                                        | 1999     | |
| 290    | | 638 | Die fantastische Flöte | Christine Soest (Blockflöte) | 1999     | Vertrieb durch Gerth Medien unter CD-Nr. 939.156 |
| 290    | [1] Wolkenflug • [2] Danza vacanza • [3] Eile mit Weile • [4] Flötentraum • [5] Amademus alla turca • [6] La pulce d'acqua • [7] Sternenhimmel • [8] Paradiso • [9] Flauto classico • [10] Präludium und Fuge in C • [11] Flötentanz | 638 | | Christine Soest (Blockflöte) | 1999     | Vertrieb durch Gerth Medien unter CD-Nr. 939.156 |
|        | |     | | |          | |
| 290    | | 640 | Pur-Pur-Rot | Birgit Kley | 1999     | Live-Album, Konzertmitschnitt 1998 |
| 290    | [1] Kaum zu glauben • [2] Nadjeschda Neswanowa • [3] Gracias a la vida • [4] Glück • [5] Für dich • [6] Traumtänzerin • [7] Kirmeskarussell • [8] Abendsegen • [9] Nachtgebet • [10] Wie ein Lachen • [11] Caruso • [12] Miss Chatelaine • [13] For Sasha • [14] Aufstehn, auf die Reise gehn • [15] Weißer Tango | 640 | | Birgit Kley | 1999     | Live-Album, Konzertmitschnitt 1998 |
| 290    | | 641 | Wenn die Sonne schlafen geht | Die Rinks & Freunde | 1999     | Musikalbum zum Kinderbuch Die abenteuerliche Zugfahrt von Albrecht Gralle, erschienen unter Nr. 297.169, ISBN 978-3-7675-7169-3. |
| 290    | [1] Karussell • [2] Wenn die Sonne schlafen geht • [3] Nicht nur verstecken • [4] Ich mag dich so • [5] Regenlied • [6] Löwenlied • [7] Brasilianisches Gutenachtlied • [8] Begrüßungslied • [9] Oh, du mein Maulwurfsleben (O du mein Maulwurfsleben) • [10] Österreichisches Gutenachtlied • [11] Sirenensong • [12] Was ich am liebsten mag • [13] Weißt du, wieviel Sternlein stehen? | 641 | | Die Rinks & Freunde | 1999     | Musikalbum zum Kinderbuch Die abenteuerliche Zugfahrt von Albrecht Gralle, erschienen unter Nr. 297.169, ISBN 978-3-7675-7169-3. |
| 290    | | 642 | In bunten Farben Farbig-verträumte Lieder und Instrumentalstücke | Various | 1999     | Kompilationsalbum aus Zweitverwertungstiteln vorangegangener Veröffentlichungen |
| 290    | [1] Flötentanz [aus CD-Nr. 290.638] • [2] Kaum zu glauben [aus CD-Nr. 290.640] • [3] Marimbaleo [aus CD-Nr. 123.001, P-1997 David Music Switzerland / Creation Music, Zofingen, Schweiz] (Helmut Kandert – Marimbaphon) • [4] Frénésie [aus CD-Nr. ? „Horizonte“, 1999] (Trio Pantastisch) • [5] Ouvertüre [aus CD-Nr. ? „Silent Messiah“, 1997 Christof Fankhauser] (Christof Fankhauser) • [6] Kreuzzeichen [aus CD-Nr. 900.390] • [7] Sternenhimmel [aus CD-Nr. 290.638] • [8] Sehnsucht [aus CD-Nr. 290.615] • [9] Nachtgebet [aus CD-Nr. 290.640] • [10] Bolero furioso [aus CD-Nr. 900.389] • [11] Xylophonix [aus CD-Nr. 900.378] • [12] Boogie For Nicki [aus CD-Nr. 290.612] • [13] Tanz der Tiere [aus CD-Nr. 290.604] • [14] Nobody Knows [aus CD-Nr. 900.390] • [15] Rondo pianissimo [aus CD-Nr. 290.600] • [16] Crystal-clear Winter [aus CD-Nr. ? „Silent Seasons“, 1997 Christof Fankhauser] • [17] Wild Horses [aus CD-Nr. 290.612] | 642 | | Various | 1999     | Kompilationsalbum aus Zweitverwertungstiteln vorangegangener Veröffentlichungen |
| 290    | | 643 | Happy Groove Pianissimo | David Plüss Johannes Nitsch | 2000     | Kompilationsalbum aus Zweitverwertungstiteln vorangegangener Veröffentlichungen |
| 290    | [1] Good Morning [aus CD-Nr. 290.612] • [2] You And Me [aus CD-Nr. 290.612] • [3] Boogie For Nicki [aus CD-Nr. 290.612] • [4] Happy Groove [aus CD-Nr. 900.389] • [5] Bolero furioso [aus CD-Nr. 900.389] • [6] My Dream [aus CD-Nr. 290.612] • [7] Sunny Day In November [aus CD-Nr. 290.612] • [8] Harmony [aus CD-Nr. 900.389] • [9] Suchen und finden [aus CD-Nr. 900.389] • [10] A Classical Touch [aus CD-Nr. 290.612] • [11] Brandenburgisches Konzert [aus CD-Nr. 900.389] • [12] Solfeggietto • [13] Dreams [aus CD-Nr. 900.389] • [14] Unterwegs [aus CD-Nr. 900.389] • [15] City Lights • [16] Wild Horses [aus CD-Nr. 290.612] | 643 | | David Plüss Johannes Nitsch | 2000     | Kompilationsalbum aus Zweitverwertungstiteln vorangegangener Veröffentlichungen |
| 290    | | 644 | Kreuzwege Lieder und Texte zur Passion | Con-Spirito unter der Leitung von Martin Falk Yves R. Buergi (Sprecher)                                                          | 2000     | |
| 290    | Sternenhimmel • Ich möcht, dass einer mit mir geht • Ohren gabst du mir • O Herr, nimm unsre Schuld • Befiehl du deine Wege • Wer nur den lieben Gott lässt walten • Mein Gott • Sonne der Gerechtigkeit • Hilf uns einander helfen, Herr • Bewahre uns Gott | 644 | | Con-Spirito unter der Leitung von Martin Falk Yves R. Buergi (Sprecher)                                                          | 2000     | |
|        | |     | | |          | |
| 290    | | 646 | Das Fest der Engel Ein Musical für Kinder über Himmel und Erde, über ein großes Fest Text und Musik: Per Harling | Rasselbande Klein-Winternheim | 2001 (?) | |
| 290    | ? | 646 | | Rasselbande Klein-Winternheim | 2001 (?) | |
|        | |     | | |          | |
| 290    | | 651 | Himmelsklänge | Con-Spirito unter der Leitung von Martin Falk                                                                                    | 2001     | |
| 290    | [1] Nehmt die Schallmeien • [2] Als ich bei meinen Schafen wacht • [3] Engelsnachtigall • [4] Was soll das bedeuten? • [5] Es kommt ein Schiff, geladen • [6] Es ist ein Ros entsprungen • [7] Nun singet und seid froh • [8] Zu Bethlehem geboren • [9] Ich steh an deiner Krippe hier • [10] Jesus ist kommen • [11] Cent mille chansons • [12] Bewahr euch Gott • [13] Guten Abend, gute Nacht | 651 | | Con-Spirito unter der Leitung von Martin Falk                                                                                    | 2001     | |
| 290    | | 652 | Das Leben loben Volume 1–4 | Con-Spirito unter der Leitung von Martin Falk                                                                                    | 2002 (?) | Sammelbox der Folgen von 1992–1994 |
| 290    | | 653 | Was ich am liebsten mag | Die Rinks & Freunde | 2002 (?) | Kompilationsalbum aus Zweitverwertungstitel vorangegangener Veröffentlichungen |
| 290    | [1] Karussell [aus CD-Nr. 290.641] • [2] Was ich am liebsten mag [aus CD-Nr. 290.641] • [3] Komm nochmal auf meinen Schoß [aus CD-Nr. 290.608] • [4] Wenn die Sonne schlafen geht [aus CD-Nr. 290.641] • [5] Scheine, guter Mond, scheine [aus CD-Nr. 290.608] • [6] Schau, da kommt der Sandmann [aus CD-Nr. 290.620] • [7] Nur im Traum [aus CD-Nr. 290.608] • [8] Nasse Küsse von Tante Frieda [aus CD-Nr. 290.620] • [9] Regenlied [aus CD-Nr. 290.641] • [10] Der Glühwurm Julius [aus CD-Nr. 290.608] • [11] Heut war mein Geburtstag [aus CD-Nr. 290.620] • [12] Ich habe keine Angst [aus CD-Nr. 290.608] • [13] Jesus kann nicht schlafen [aus CD-Nr. 290.620] • [14] Mein kleines Kind [aus CD-Nr. 290.620] | 653 | | Die Rinks & Freunde | 2002 (?) | Kompilationsalbum aus Zweitverwertungstitel vorangegangener Veröffentlichungen |
|        | |     | | |          | |
| 290    | | 657 | Lisa zieht um Lisa Hosenlatz • Folge 1 | Mark Kleber (Hörspielbuch) Die Rasselbande Klein-Winternheim                                                                     | 2002 (?) | |
| 290    | | 657 | | Mark Kleber (Hörspielbuch) Die Rasselbande Klein-Winternheim                                                                     | 2002 (?) | |
|        | |     | | |          | |
| 290    | | 659 | Farben für den Winter | Jonathan Böttcher | 2002     | Auslieferungsprodukt für MCM Music, dort unter Katalognummer 2002-18 erschienen |
| 290    | [1] Farben für den Winter • [2] Ich bin vergnügt, erlöst, befreit • [3] Raus aus der Enge • [4] Weites Land • [5] Bryllupsreise til Linden • [6] ... faithfulness, too • [7] Wenn die Tage geduldig vorübergehn • [8] Jetzt und hier • [9] Schritte auf dem Weg • [10] Wenn du selber in dir bleibst • [11] Flug der Möwen • [12] Regenbogen • [13] Nimm mich • [14] Hymn • [15] Circus Himmelszelt • [16] Traumfresserchen • [17] Sein ist die Zeit • [18] Der Mond ist aufgegangen • [19] Nun danket alle Gott | 659 | | Jonathan Böttcher | 2002     | Auslieferungsprodukt für MCM Music, dort unter Katalognummer 2002-18 erschienen |
|        | |     | | |          | |
| 290    | | 661 | Lisa feiert Geburtstag Lisa Hosenlatz • Folge 2 | Mark Kleber (Hörspielbuch) Die Rasselbande Klein-Winternheim                                                                     | 2003 (?) | |
| 290    | [1] Lisa Hi-Ha-Hosenlatz • [2] Hörszene • [3] Bibedibubedu-Backen-Lied 1 • [4] Hörszene • [5] Bibedibubedu-Backen-Lied 2 • [6] Hörszene • [7] Pennys Lied • [8] Hörszene • [9] Hallo Mama • [10] Hörszene • [11] Zoo-Lied • [12] Hörszene • [13] Krokodil-Rap • [14] Hörszene • [15] Geburtstagslied • [16] Hörszene | 661 | | Mark Kleber (Hörspielbuch) Die Rasselbande Klein-Winternheim                                                                     | 2003 (?) | |

| Präfix | Nr. | Titel | Mitwirkende                                         | Jahr     | Anmerkungen                     |
| CD     | Nr. | Titel | Mitwirkende                                         | Jahr     | Anmerkungen                     |
| ------ | --- | --- | --------------------------------------------------- | -------- | ------------------------------- |
| 212    | 044 | Reason To Sing Der 100-fache Pop- und Gospelsound | Popchorn* unter der Leitung von Hans-Joachim Schöne | 2005 (?) | * Eigenschreibweise: „PopCHORn“ |
| 212    | 044 | [1] Let There Be Praise • [2] I Go To The Rock • [3] The Reason We Sing • [4] Let The Sun Shine • [5] Can You Feel The Love Tonight • [6] Go, Tell It On The Mountain • [7] Diese alten, schwarzen Lieder • [8] I Am Your Angel • [9] Only You • [10] Operator • [11] Bridge Over Troubled Water • [12] Jenseits der Zeit • [13] Happy Xmas (War Is Over) | Popchorn* unter der Leitung von Hans-Joachim Schöne | 2005 (?) | * Eigenschreibweise: „PopCHORn“ |